# Adolph Butenandt
Adolf Friedrich Johann Butenandt (Bremerhaven, 24 de marzo de 1903-Múnich, 18 de enero de 1995) fue un bioquímico y profesor universitario alemán galardonado con el Premio Nobel de Química en 1939.

## Biografía
Estudió en la Universidad de Marburgo y en la Universidad de Gotinga, donde se graduó en 1927, habiendo tenido como profesor a Adolf Windaus. Impartió clases en la Universidad de Gotinga desde 1931 y en la Escuela Técnica Superior de Danzig desde 1933.
En 1936 fue nombrado director del Instituto de Bioquímica del Kaiser Wilhelm (actualmente llamado Max Planck) en Berlín-Dahlem.
Desde 1945 impartió clases e investigó en la Universidad de Tubinga y, entre 1956 y 1971, fue profesor de química fisiológica en la Universidad de Múnich y presidente de la Sociedad Max Planck para el Progreso de la Ciencia entre 1960 y 1972.

## Investigaciones científicas
Se dedicó a investigar las hormonas sexuales humanas, aislando el estrógeno en 1929, la androsterona en 1931 y la progesterona y testosterona en 1934, determinando, así mismo, las relaciones entre éstas y los esteroides.
Fue galardonado en 1939 con el premio Nobel de Química, que compartió con Leopold Ruzicka, «por sus trabajos sobre las hormonas sexuales», pero el régimen nacionalsocialista en el poder, le obligó a rechazar tal galardón, que finalmente aceptó en 1949.
Sus investigaciones, además, trataron sobre las hormonas y los virus de los insectos. En 1959, junto con Peter Karlson, introdujo el concepto de feromona.

## Literatura
- Adolf Butenandt. Reflexionen über die Würde des Menschen. 102 pp. Adolf Butenandt feierte am 24. März 1983 seinen 80. Geburtstag. Die aus diesem Anlass am 14. Mai 1983 zu Ehren von Adolf Butenandt gehaltenen Vorträge sind in diesem Heft wiedergegeben. Das Heft erschien als Privatdruck zur Erinnerung an diesen Tag.
- Ernst Klee. Augen aus Auschwitz. En: Die Zeit 5/2000.
- Ernst Klee. Adolf Butenandt, in: Deutsche Medizin im Dritten Reich, Frankfurt am Main 2001, pp. 350-355
- Angelika Ebbinghaus, Karl-Heinz Roth. Von der Rockefeller Foundation zur Kaiser Wilhelm/Max-Planck-Gesellschaft: Adolf Butenandt als Biochemiker und Wissenschaftspolitiker des 20. Jahrhunderts. En: Zeitschrift für Geschichtswissenschaft, 2002, 50. Jhrg. , N.º. 5, pp. 389-419
- Max-Planck-Gesellschaft. 100. Geburtstag Adolf Butenandt. 39 pp.
- Sven Kinas. Adolf Butenandt und seine Schule. 2004; Veröffentlichungen aus der Max-Planck-Gesellschaft, Eckart Henning und Marion Kazemi (eds.) - vol. 18.
- Wolfgang Schieder, Achim Trunk (eds.) Adolf Butenandt und die Kaiser-Wilhelm-Gesellschaft. Wissenschaft, Industrie und Politik im 'Dritten Reich', Gotinga, Wallstein, 2004